# Краскинское городское поселение
Краскинское городско́е поселе́ние — городское поселение в Хасанском районе Приморского края.
Административный центр — пгт Краскино.

## История
Статус и границы городского поселения установлены Законом Приморского края от 6 декабря 2004 года № 187-КЗ «О Хасанском муниципальном районе»

## Границы поселения
Западная и северная границы Краскинского городского поселения совпадают с линией Государственной границы Российская Федерация - Китайская Народная Республика от вершины с отметкой 177,7 до высоты с отметкой 598,4. Восточная граница проходит по Сухановскому перевалу через высоты с отметками 583,5 - вершина горы Партизанская; 459,3 - вершина горы Дача; 438,8 - вершина горы Суханова до пересечения с автомобильной дорогой А-189 Раздольное - Хасан (высота с отметкой 231,4). Южная граница проходит по автомобильной дороге А-189 Раздольное - Хасан до автомобильного моста через реку Гладкая, далее - по урезу воды бухты Экспедиция до точки, расположенной в 0,35 км на северо-восток от высоты с отметкой 203,6 - вершина горы Чертова Горка. Далее - по автомобильной дороге А-189 Раздольное - Хасан до пересечения ее с проселочной дорогой, далее - вдоль проселочной дороги через железнодорожный мост, высоту с отметкой 29,8 до линии Государственной границы Российская Федерация - Китайская Народная Республика (высота с отметкой 177,7).

## Население
| 2010  | 2011  | 2012  | 2013  | 2014  | 2015  | 2016  |
| ----- | ----- | ----- | ----- | ----- | ----- | ----- |
| 3917  | ↘3905 | ↘3834 | ↘3745 | ↘3708 | ↘3628 | ↘3572 |
| 2017  | 2018  | 2019  | 2020  | 2021  |       |       |
| ↘3479 | ↘3392 | ↘3307 | ↘3288 | ↘2887 |       |       |

## Состав городского поселения
В состав городского поселения входят 6 населённых пунктов:
| № | Населённый пункт | Тип населённого пункта      | Население |
| - | ---------------- | --------------------------- | --------- |
| 1 | Зайсановка       | село                        | ↘0        |
| 2 | Камышовый        | село                        | ↘124      |
| 3 | Краскино         | пгт, административный центр | ↘2350     |
| 4 | Маячное          | село                        | ↘0        |
| 5 | Цуканово         | село                        | ↘520      |
| 6 | Шахтёрский       | село                        | ↘17       |

## Местное самоуправление
Администрация
Адрес: 692715, пгт Краскино, ул. Пионерская, 7. Телефон: 8 (42331) 36-4-92
Глава администрации
- Азанова Оксана Сергеевна